# Hamburger Sport-Verein 1978-1979
Questa voce raccoglie le informazioni riguardanti l'Hamburger Sport-Verein nelle competizioni ufficiali della stagione 1978-1979.

## Stagione
Nella stagione 1978-1979 l'Amburgo, allenato da Branko Zebec, concluse il campionato di Bundesliga al 1º posto. In Coppa di Germania l'Amburgo fu eliminato al primo turno dall'Arminia Bielefeld.

## Rosa
| N. |                     | Ruolo | Calciatore       |
| -- | ------------------- | ----- | ---------------- |
|    | Germania (bandiera) | P     | Rudolf Kargus    |
|    | Germania (bandiera) | P     | Jürgen Stars     |
|    | Germania (bandiera) | D     | Uwe Beginski     |
|    | Croazia (bandiera)  | D     | Ivan Buljan      |
|    | Germania (bandiera) | D     | Bernd Gorski     |
|    | Germania (bandiera) | D     | Peter Hidien     |
|    | Germania (bandiera) | D     | Manfred Kaltz    |
|    | Germania (bandiera) | D     | Andreas Karow    |
|    | Germania (bandiera) | D     | Peter Nogly      |
|    | Germania (bandiera) | D     | Hans-Jürgen Ripp |

| N. |                        | Ruolo | Calciatore           |
| -- | ---------------------- | ----- | -------------------- |
|    | Germania (bandiera)    | D     | Bernd Wehmeyer       |
|    | Germania (bandiera)    | C     | Horst Bertl          |
|    | Germania (bandiera)    | C     | Thomas Bliemeister   |
|    | Germania (bandiera)    | C     | Jimmy Hartwig        |
|    | Germania (bandiera)    | C     | Felix Magath         |
|    | Germania (bandiera)    | C     | Caspar Memering      |
|    | Germania (bandiera)    | A     | Horst Hrubesch       |
|    | Inghilterra (bandiera) | A     | Kevin Keegan         |
|    | Germania (bandiera)    | A     | Hans-Günther Plücken |
|    | Germania (bandiera)    | A     | Willi Reimann        |

## Organigramma societario
Area tecnica
- Allenatore: Branko Zebec
- Allenatore in seconda: Aleksandar Ristić
- Preparatore dei portieri:
- Preparatori atletici:

## Calciomercato

### Sessione estiva
| Acquisti | Acquisti             | Acquisti        | Acquisti |
| R.       | Nome                 | da              | Modalità |
| -------- | -------------------- | --------------- | -------- |
| C        | Jimmy Hartwig        | Monaco 1860     |          |
| A        | Horst Hrubesch       | Rot-Weiss Essen |          |
| A        | Hans-Günther Plücken | Union Solingen  |          |
| D        | Bernd Wehmeyer       | Hannover 96     |          |

| Cessioni | Cessioni         | Cessioni             | Cessioni |
| R.       | Nome             | a                    | Modalità |
| -------- | ---------------- | -------------------- | -------- |
| C        | Kurt Eigl        | Darmstadt            |          |
| A        | Ferdinand Keller | Borussia Neunkirchen |          |
| A        | Georg Volkert    | Stoccarda            |          |
| C        | Klaus Zaczyk     | Hessen Kassel        |          |

### Sessione invernale
| Acquisti | Acquisti | Acquisti | Acquisti |
| R.       | Nome     | da       | Modalità |
| -------- | -------- | -------- | -------- |

| Cessioni | Cessioni | Cessioni | Cessioni |
| R.       | Nome     | a        | Modalità |
| -------- | -------- | -------- | -------- |

## Risultati

### Bundesliga

#### Girone di andata
| Arbitro: | Walz |

|                                       |           |  |
| Reimann 2’ Nogly 20’ Kaltz 22’ (rig.) | Marcatori |  |

| Arbitro: | Eschweiler |

|           |           |             |
| Wunder 5’ | Marcatori | 66’ Reimann |

| Arbitro: | Brückner |

|             |           |          |
| Hartwig 25’ | Marcatori | 88’ Bast |

| Arbitro: | Gabor |

|                |           |  |
| Ripp 5’ (aut.) | Marcatori |  |

| Arbitro: | Kindervater |

|                                       |           |                  |
| Magath 17’ Bertl 29’ Hartwig 70’, 84’ | Marcatori | 52’ (rig.) Brück |

| Arbitro: | Frickel |

|            |           |                                    |
| Müller 65’ | Marcatori | 9’ Hartwig 71’ Hidien 89’ Hrubesch |

| Arbitro: | Stäglich |

|                       |           |          |
| Bertl 23’ Hartwig 69’ | Marcatori | 65’ Eigl |

| Arbitro: | Schmoock |

|                          |           |              |
| Toppmöller 11’ Wendt 88’ | Marcatori | 30’ Hrubesch |

| Arbitro: | Risse |

|                                                       |           |                 |
| Hrubesch 20’ Kaltz 58’ (rig.) Reimann 68’ Hartwig 83’ | Marcatori | 69’ Heidenreich |

| Arbitro: | Meuser |

|  |           |                              |
|  | Marcatori | 21’ (rig.) Kaltz 90’ Reimann |

| Arbitro: | Eschweiler |

|           |           |  |
| Erler 45’ | Marcatori |  |

| Arbitro: | Engel |

|                                                            |           |  |
| Bertl 16’ Hrubesch 40’ Reimann 41’ Keegan 55’ Wehmeyer 75’ | Marcatori |  |

| Arbitro: | Brückner |

|  |           |                  |
|  | Marcatori | 5’, 61’ Hrubesch |

| Arbitro: | Messmer |

|                                        |           |                        |
| Keegan 19’, 57’ Hrubesch 63’ Bertl 82’ | Marcatori | 13’ Fischer 23’ Lander |

| Francoforte sul Meno 25 novembre 1978, ore 15:30 CET 15ª giornata | Eintracht Francoforte | 0 – 0 referto | Amburgo | Waldstadion (50 000 spett.)\| Arbitro: \| Risse \| |
| Arbitro:                                                          | Risse                 |               |         |                                                    |

| Arbitro: | Frickel |

|                      |           |              |
| Keegan 24’, 77’, 83’ | Marcatori | 39’ Schröder |

| Arbitro: | Hennig |

|  |           |              |
|  | Marcatori | 19’ Memering |

#### Girone di ritorno
| Arbitro: | Quindeau |

|                                            |           |                              |
| Bruns 9’ Lienen 36’, 83’ Hannes 78’ (rig.) | Marcatori | 30’ Buljan 76’, 82’ Hrubesch |

| Arbitro: | Klauser |

|                              |           |                           |
| Kaltz 13’ (rig.) Hartwig 46’ | Marcatori | 83’ Möhlmann 90’ Reinders |

| Arbitro: | Ross |

|                          |           |             |
| Abel 60’ (rig.) Holz 67’ | Marcatori | 9’ Hrubesch |

| Arbitro: | Waltert |

|            |           |            |
| Buljan 57’ | Marcatori | 23’ Müller |

| Arbitro: | Burgers |

|          |           |                              |
| Beer 76’ | Marcatori | 13’, 82’ Keegan 65’ Memering |

| Arbitro: | Linn |

|                                                                      |           |  |
| Memering 15’ Hartwig 34’ Keegan 43’, 73’ Kaltz 80’ (rig.) Magath 83’ | Marcatori |  |

| Arbitro: | Ahlenfelder |

|               |           |                             |
| Cestonaro 15’ | Marcatori | 61’ (aut.) Kalb 69’ Hartwig |

| Arbitro: | Eschweiler |

|                                  |           |  |
| Hidien 17’ Magath 42’ Keegan 60’ | Marcatori |  |

| Arbitro: | Assenmacher |

|                                           |           |                                    |
| Weyerich 11’ Szymanek 42’ Lieberwirth 69’ | Marcatori | 12’ Buljan 30’ Hrubesch 35’ Hidien |

| Arbitro: | Dölfel |

|                               |           |            |
| Hrubesch 49’ Kaltz 53’ (rig.) | Marcatori | 89’ Allofs |

| Arbitro: | Frickel |

|                        |           |  |
| Keegan 38’ Hartwig 43’ | Marcatori |  |

| Arbitro: | Messmer |

|           |           |                                      |
| Runge 16’ | Marcatori | 2’ Wehmeyer 78’ Memering 85’ Plücken |

| Arbitro: | Walz |

|                                         |           |  |
| Keegan 18’ Jakobs 60’ (aut.) Magath 68’ | Marcatori |  |

| Arbitro: | Frickel |

|             |           |                          |
| Fischer 77’ | Marcatori | 3’, 90’ Keegan 5’ Buljan |

| Arbitro: | Luca |

|                                              |           |  |
| Buljan 44’ Hrubesch 52’ Keegan 60’ Bertl 88’ | Marcatori |  |

| Bielefeld 2 giugno 1979, ore 15:30 CEST 33ª giornata | Arminia Bielefeld | 0 – 0 referto | Amburgo | Bielefelder Alm (34 900 spett.)\| Arbitro: \| Meuser \| |
| Arbitro:                                             | Meuser            |               |         |                                                         |

| Arbitro: | Waltert |

|            |           |                              |
| Keegan 78’ | Marcatori | 73’ Reisinger 80’ Rummenigge |

### Coppa di Germania
| Arbitro: | Linn |

|                         |           |              |
| Moors 32’ Schröder 105’ | Marcatori | 68’ Wehmeyer |

## Statistiche

### Statistiche di squadra
| Competizione      | Punti | In casa | In casa | In casa | In casa | In casa | In casa | In trasferta | In trasferta | In trasferta | In trasferta | In trasferta | In trasferta | Totale | Totale | Totale | Totale | Totale | Totale | DR  |
| Competizione      | Punti | G       | V       | N       | P       | Gf      | Gs      | G            | V            | N            | P            | Gf           | Gs           | G      | V      | N      | P      | Gf     | Gs     | DR  |
| ----------------- | ----- | ------- | ------- | ------- | ------- | ------- | ------- | ------------ | ------------ | ------------ | ------------ | ------------ | ------------ | ------ | ------ | ------ | ------ | ------ | ------ | --- |
| Bundesliga        | 49    | 17      | 13      | 3       | 1       | 50      | 13      | 17           | 8            | 4            | 5            | 28           | 19           | 34     | 21     | 7      | 6      | 78     | 32     | +46 |
| Coppa di Germania | -     | 0       | 0       | 0       | 0       | 0       | 0       | 1            | 0            | 0            | 1            | 1            | 2            | 1      | 0      | 0      | 1      | 1      | 2      | -1  |
| Totale            | 49    | 17      | 13      | 3       | 1       | 50      | 13      | 18           | 8            | 4            | 6            | 29           | 21           | 35     | 21     | 7      | 7      | 79     | 34     | +45 |

### Andamento in campionato
| Giornata  | 1 | 2 | 3 | 4 | 5 | 6 | 7 | 8 | 9 | 10 | 11 | 12 | 13 | 14 | 15 | 16 | 17 | 18 | 19 | 20 | 21 | 22 | 23 | 24 | 25 | 26 | 27 | 28 | 29 | 30 | 31 | 32 | 33 | 34 |
| --------- | - | - | - | - | - | - | - | - | - | -- | -- | -- | -- | -- | -- | -- | -- | -- | -- | -- | -- | -- | -- | -- | -- | -- | -- | -- | -- | -- | -- | -- | -- | -- |
| Luogo     | C | T | C | T | C | T | C | T | C | T  | T  | C  | T  | C  | T  | C  | T  | T  | C  | T  | C  | T  | C  | T  | C  | T  | C  | C  | T  | C  | T  | C  | T  | C  |
| Risultato | V | N | N | P | V | V | V | P | V | V  | P  | V  | V  | V  | N  | V  | V  | P  | N  | P  | N  | V  | V  | V  | V  | N  | V  | V  | V  | V  | V  | V  | N  | P  |
| Posizione | 3 | 2 | 5 | 9 | 5 | 3 | 3 | 3 | 3 | 2  | 4  | 2  | 2  | 2  | 2  | 2  | 2  | 3  | 2  | 3  | 3  | 3  | 2  | 2  | 2  | 2  | 1  | 1  | 1  | 1  | 1  | 1  | 1  | 1  |

Legenda:

Luogo: C = Casa; T = Trasferta. Risultato: V = Vittoria; N = Pareggio; P = Sconfitta.

### Statistiche dei giocatori
!! colspan="4" | Totale

| Giocatore      | Bundesliga | Bundesliga | Bundesliga  | Bundesliga | Coppa di Germania U. Beginski | Coppa di Germania U. Beginski | Coppa di Germania U. Beginski | Coppa di Germania U. Beginski | 1        | 0    | 0           | 0          | 0 | 0 | 0 | 0 | 1 | 0 | 0 | 0 |
| Giocatore      | Presenze   | Reti       | Ammonizioni | Espulsioni | Presenze                      | Reti                          | Ammonizioni                   | Espulsioni                    | Presenze | Reti | Ammonizioni | Espulsioni |   |   |   |   |   |   |   |   |
| H. Bertl       | 24         | 5          | 0           | 0          | 1                             | 0                             | 0                             | 0                             | 25       | 5    | 0           | 0          |   |   |   |   |   |   |   |   |
| T. Bliemeister | 0          | 0          | 0           | 0          | 0                             | 0                             | 0                             | 0                             | 0        | 0    | 0           | 0          |   |   |   |   |   |   |   |   |
| I. Buljan      | 32         | 5          | 1           | 0          | 0                             | 0                             | 0                             | 0                             | 32       | 5    | 1           | 0          |   |   |   |   |   |   |   |   |
| B. Gorski      | 0          | 0          | 0           | 0          | 0                             | 0                             | 0                             | 0                             | 0        | 0    | 0           | 0          |   |   |   |   |   |   |   |   |
| J. Hartwig     | 34         | 10         | 3           | 0          | 1                             | 0                             | 0                             | 0                             | 35       | 10   | 3           | 0          |   |   |   |   |   |   |   |   |
| P. Hidien      | 31         | 3          | 5           | 0          | 1                             | 0                             | 1                             | 0                             | 32       | 3    | 6           | 0          |   |   |   |   |   |   |   |   |
| H. Hrubesch    | 34         | 13         | 0           | 0          | 1                             | 0                             | 0                             | 0                             | 35       | 13   | 0           | 0          |   |   |   |   |   |   |   |   |
| M. Kaltz       | 34         | 6          | 1           | 0          | 1                             | 0                             | 0                             | 0                             | 35       | 6    | 1           | 0          |   |   |   |   |   |   |   |   |
| R. Kargus      | 34         | 0          | 0           | 0          | 1                             | 0                             | 0                             | 0                             | 35       | 0    | 0           | 0          |   |   |   |   |   |   |   |   |
| A. Karow       | 0          | 0          | 0           | 0          | 0                             | 0                             | 0                             | 0                             | 0        | 0    | 0           | 0          |   |   |   |   |   |   |   |   |
| K. Keegan      | 34         | 17         | 3           | 0          | 1                             | 0                             | 0                             | 0                             | 35       | 17   | 3           | 0          |   |   |   |   |   |   |   |   |
| F. Magath      | 21         | 4          | 4           | 0          | 1                             | 0                             | 0                             | 0                             | 22       | 4    | 4           | 0          |   |   |   |   |   |   |   |   |
| C. Memering    | 34         | 4          | 2           | 0          | 1                             | 0                             | 0                             | 0                             | 35       | 4    | 2           | 0          |   |   |   |   |   |   |   |   |
| P. Nogly       | 34         | 1          | 8           | 0          | 1                             | 0                             | 0                             | 0                             | 35       | 1    | 8           | 0          |   |   |   |   |   |   |   |   |
| H. Plücken     | 7          | 1          | 0           | 0          | 1                             | 0                             | 0                             | 0                             | 8        | 1    | 0           | 0          |   |   |   |   |   |   |   |   |
| W. Reimann     | 26         | 5          | 2           | 0          | 0                             | 0                             | 0                             | 0                             | 26       | 5    | 2           | 0          |   |   |   |   |   |   |   |   |
| H. Ripp        | 8          | 0          | 1           | 0          | 0                             | 0                             | 0                             | 0                             | 8        | 0    | 1           | 0          |   |   |   |   |   |   |   |   |
| J. Stars       | 0          | 0          | 0           | 0          | 0                             | 0                             | 0                             | 0                             | 0        | 0    | 0           | 0          |   |   |   |   |   |   |   |   |
| B. Wehmeyer    | 19         | 2          | 2           | 0          | 1                             | 1                             | 0                             | 0                             | 20       | 3    | 2           | 0          |   |   |   |   |   |   |   |   |